# Біч-Гейвен (Нью-Джерсі)
Біч-Гейвен (англ. Beach Haven) — місто (англ. borough) в США, в окрузі Оушен штату Нью-Джерсі. Населення — 1027 осіб (2020).

## Географія
Біч-Гейвен розташований за координатами 39°34′34″ пн. ш. 74°15′6″ зх. д. / 39.57611° пн. ш. 74.25167° зх. д. (39.576031, -74.251791).  За даними Бюро перепису населення США в 2010 році місто мало площу 6,01 км², з яких 2,53 км² — суходіл та 3,48 км² — водойми.

### Клімат
| Клімат : Біч-Гейвен     | Клімат : Біч-Гейвен | Клімат : Біч-Гейвен | Клімат : Біч-Гейвен | Клімат : Біч-Гейвен | Клімат : Біч-Гейвен | Клімат : Біч-Гейвен | Клімат : Біч-Гейвен | Клімат : Біч-Гейвен | Клімат : Біч-Гейвен | Клімат : Біч-Гейвен | Клімат : Біч-Гейвен | Клімат : Біч-Гейвен | Клімат : Біч-Гейвен |
| Показник                | Січ.                | Лют.                | Бер.                | Квіт.               | Трав.               | Черв.               | Лип.                | Серп.               | Вер.                | Жовт.               | Лист.               | Груд.               | Рік                 |
| Середній максимум, °C   | 4,8                 | 5,8                 | 9,6                 | 14,3                | 19,9                | 25,0                | 28,2                | 27,6                | 24,2                | 18,4                | 12,8                | 7,4                 | 16,6                |
| Середня температура, °C | 0,8                 | 1,9                 | 5,4                 | 10,3                | 15,7                | 20,9                | 24,1                | 23,6                | 20,1                | 13,9                | 8,7                 | 3,4                 | 12,4                |
| Середній мінімум, °C    | −3,2                | −2,1                | 1,3                 | 6,2                 | 11,5                | 16,9                | 20,1                | 19,7                | 15,9                | 9,4                 | 4,6                 | −0,5                | 8,4                 |
| Норма опадів, мм        | 82                  | 78                  | 101                 | 86                  | 71                  | 68                  | 97                  | 104                 | 72                  | 87                  | 74                  | 84                  | 1003                |
| Вологість повітря, %    | 68.1                | 65.8                | 64.5                | 65.3                | 69.0                | 72.6                | 71.9                | 73.3                | 72.4                | 70.2                | 69.5                | 68.4                | 69.3                |
| ----------------------- | ------------------- | ------------------- | ------------------- | ------------------- | ------------------- | ------------------- | ------------------- | ------------------- | ------------------- | ------------------- | ------------------- | ------------------- | ------------------- |
| Джерело: PRISM          |                     |                     |                     |                     |                     |                     |                     |                     |                     |                     |                     |                     |                     |

## Демографія
Згідно з переписом 2010 року, у селищі мешкало 1170 осіб у 531 домогосподарстві у складі 301 родини. Було 2667 помешкань
Расовий склад населення:
| - 92,6 % — білих - 0,8 % — азіатів - 0,3 % — чорних або афроамериканців - 5,9 % — осіб інших рас |

До двох чи більше рас належало 0,3 %. Частка іспаномовних становила 9,9 % від усіх жителів.
За віковим діапазоном населення розподілялося таким чином: 13,8 % — особи молодші 18 років, 61,2 % — особи у віці 18—64 років, 25,0 % — особи у віці 65 років та старші. Медіана віку мешканця становила 51,5 року. На 100 осіб жіночої статі у селищі припадало 90,2 чоловіків;  на 100 жінок у віці від 18 років та старших — 93,7 чоловіків також старших 18 років.
Середній дохід на одне домашнє господарство  становив 101 520 доларів США (медіана — 71 964), а середній дохід на одну сім'ю — 138 932 долари (медіана — 110 781). Медіана доходів становила 103 000 доларів для чоловіків та 55 156 доларів для жінок. За межею бідності перебувало 6,9 % осіб, у тому числі 6,5 % дітей у віці до 18 років та 3,5 % осіб у віці 65 років та старших.
Цивільне працевлаштоване населення становило 368 осіб. Основні галузі зайнятості: освіта, охорона здоров'я та соціальна допомога — 20,7 %, роздрібна торгівля — 14,7 %, мистецтво, розваги та відпочинок — 13,0 %, будівництво — 11,4 %.